# Locus-díjas fantasyregények
A Locus-díjas  fantasyregények listája.
| Év   | Győztes                 | Díjnyertes mű                            | Magyar cím                         |
| ---- | ----------------------- | ---------------------------------------- | ---------------------------------- |
| 2014 | Neil Gaiman             | The Ocean at the End of the Lane         | Óceán az út végén                  |
| 2013 | Charles Stross          | The Apocalypse Codex                     |                                    |
| 2012 | George R. R. Martin     | A Dance with Dragons                     | Sárkányok tánca                    |
| 2011 | China Miéville          | Kraken                                   | Kraken                             |
| 2010 | China Miéville          | The City & The City                      | A város és a város között          |
| 2009 | Ursula K. Le Guin       | Lavinia                                  |                                    |
| 2008 | Terry Pratchett         | Making Money                             |                                    |
| 2007 | Ellen Kushner           | The Privilege of the Sword               |                                    |
| 2006 | Neil Gaiman             | Anansi Boys                              | Anansi fiúk                        |
| 2005 | China Miéville          | Iron Council                             | Vastanács                          |
| 2004 | Lois McMaster Bujold    | Paladin of Souls                         |                                    |
| 2003 | China Miéville          | The Scar                                 | Armada                             |
| 2002 | Neil Gaiman             | American Gods                            | Amerikai istenek                   |
| 2001 | George R. R. Martin     | A Storm of Swords                        | Kardok vihara                      |
| 2000 | Joanna Kathleen Rowling | Harry Potter and the Prisoner of Azkaban | Harry Potter és az azkabani fogoly |
| 1999 | George R. R. Martin     | A Clash of Kings                         | Királyok csatája                   |
| 1998 | Tim Powers              | Earthquake Weather                       |                                    |
| 1997 | George R. R. Martin     | A Game of Thrones                        | Trónok harca                       |
| 1996 | Orson Scott Card        | Alvin Journeyman                         | Vándorlegény                       |
| 1995 | Michael Bishop          | Brittle Innings                          |                                    |
| 1994 | Peter S. Beagle         | The Innkeeper's Song                     |                                    |
| 1993 | Tim Powers              | Last Call                                |                                    |
| 1992 | Sheri S. Tepper         | Beauty                                   |                                    |
| 1991 | Ursula K. Le Guin       | Tehanu: The Last Book of Earthsea        | Tehanu                             |
| 1990 | Orson Scott Card        | Prentice Alvin                           | Kovácsinas                         |
| 1989 | Orson Scott Card        | Red Prophet                              | A rézbőrű próféta                  |
| 1988 | Orson Scott Card        | Seventh Son                              | A hetedik fiú                      |
| 1987 | Gene Wolfe              | Soldier of the Mist                      |                                    |
| 1986 | Roger Zelazny           | Trumps of Doom                           |                                    |
| 1985 | Robert A. Heinlein      | Job: A Comedy of Justice                 |                                    |
| 1984 | Marion Zimmer Bradley   | The Mists of Avalon                      | Avalon ködbe vész                  |
| 1983 | Gene Wolfe              | The Sword of the Lictor                  | A lictor kardja                    |
| 1982 | Gene Wolfe              | The Claw of the Conciliator              | A békéltető ereklyéje              |
| 1981 | Robert Silverberg       | Lord Valentine's Castle                  | Lord Valentine kastélya            |
| 1980 | Patricia A. McKillip    | Harpist in the Wind                      |                                    |
| 1979 | nincs díjazás           |                                          |                                    |
| 1978 | J. R. R. Tolkien        | The Silmarillion                         | A szilmarilok                      |